# Sonate pour violon seul de Prokofiev
Pour les articles homonymes, voir Sonate pour violon seul.

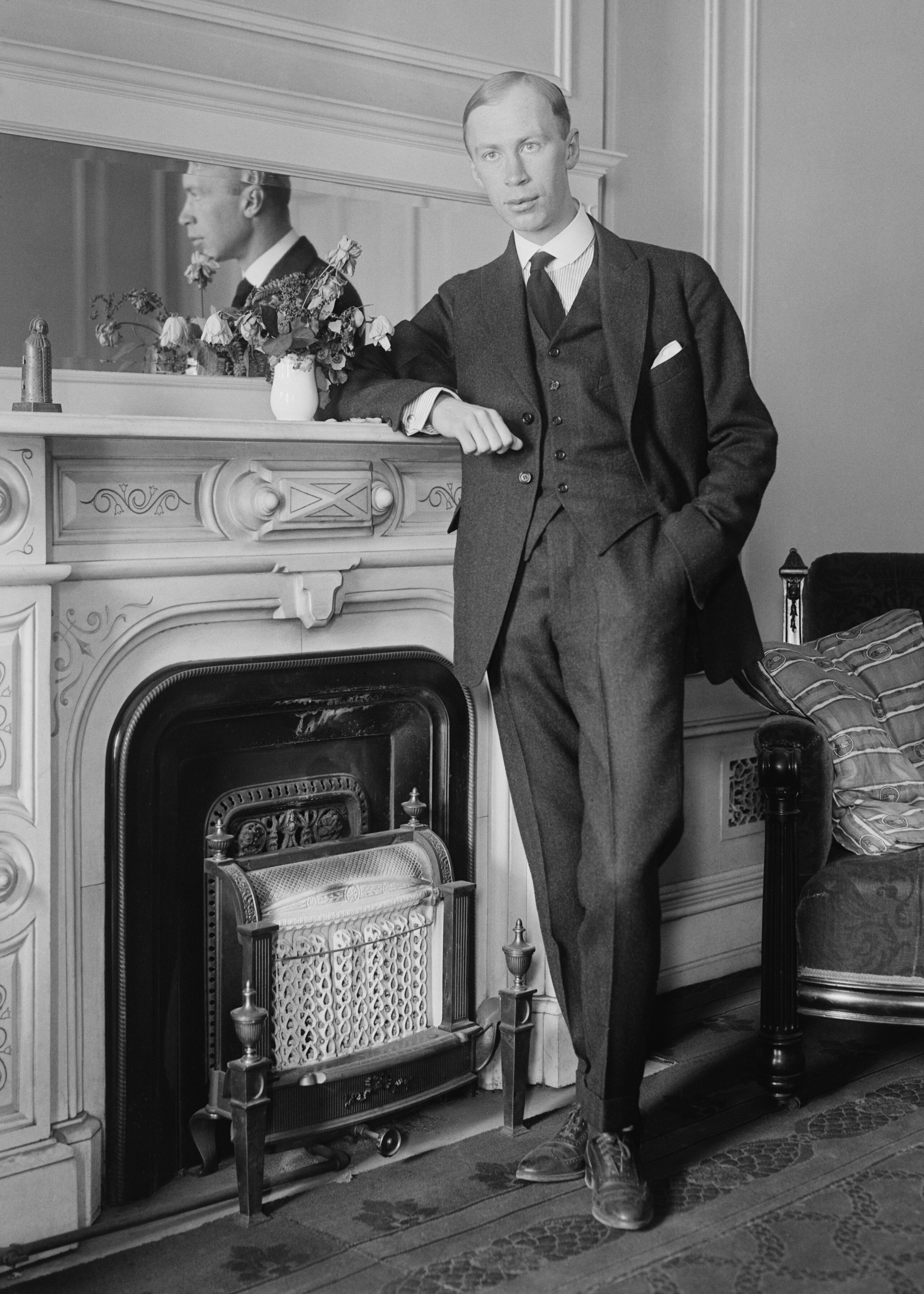
Serge Prokofiev

La Sonate pour violon seul opus 115 est une sonate de Sergueï Prokofiev. Composée en 1947, elle peut être jouée ad libitum pour violon seul ou violons à l'unisson. L'idée de cette partition lui est venue en écoutant la 3e Partita pour violon seul BWV 1006 de Bach interprétée à l'unisson par les vingt finalistes aux examens du conservatoire de Moscou.

## Analyse de l'œuvre
1. Moderato
2. Andante dolce
3. Con brio